# Miasta Haiti
Według danych oficjalnych, pochodzących z 2009 roku, Haiti posiadało ponad 40 miast o ludności przekraczającej 10 tys. mieszkańców. W miastach Haiti ludność miejska stanowi 30% ogółu populacji. Stolica kraju, Port-au-Prince, jako jedyne miasto liczyło ponad pół milionów mieszkańców; 7 miast z ludnością 100–500 tys.; 8 miast z ludnością 50–100 tys.; 13 miast z ludnością 25–50 tys. oraz reszta miast poniżej 25 tys. mieszkańców.

## Największe miasta w Haiti
Największe miasta w Haiti według liczebności mieszkańców (stan na 01.07.2009):
| Lp. | Miasto                     | Departament | Liczba ludności |
| --- | -------------------------- | ----------- | --------------- |
| 1.  | Port-au-Prince             | Ouest       | 875 978         |
| 2.  | Carrefour                  | Ouest       | 430 250         |
| 3.  | Delmas                     | Ouest       | 359 451         |
| 4.  | Pétionville (Pétion-Ville) | Ouest       | 271 175         |
| 5.  | Cité Soleil                | Ouest       | 241 055         |
| 6.  | Gonaïves                   | Artibonite  | 228 725         |
| 7.  | Cap-Haïtien                | Nord        | 155 505         |
| 8.  | Saint-Marc                 | Artibonite  | 122 747         |
| 9.  | Port-de-Paix               | Nord-Ouest  | 99 580          |
| 10. | Tabarre                    | Ouest       | 99 011          |

## Alfabetyczna lista miast w Haiti
Spis miast Haiti powyżej 10 tys. mieszkańców według szacunkowych danych z 2009 roku:
- Anse-à-Galets
- Arcahaie
- Cabaret
- Cap-Haïtien
- Carrefour
- Cité Soleil
- Croix-des-Bouquets
- Croix-des-Missions
- Delmas
- Desarmes
- Desdunes
- Dessalines
- Estère
- Fonds-Parisien
- Fort-Liberté
- Gonaïves
- Grand-Goâve
- Gros-Morne
- Hinche
- Jacmel
- Jérémie
- L’Artibonite (Petite Rivière)
- Léogâne
- Les Cayes
- Liancourt
- Limbé
- Limonade
- Marmelade
- Miragoâne
- Mirebalais
- Mombin-Crochu
- Ouanaminthe
- Pétionville (Pétion-Ville)
- Petite-Anse
- Petit-Goâve
- Plaisance
- Port-au-Prince
- Port-de-Paix
- Saintard
- Saint-Louis-du-Nord
- Saint-Louis-du-Sud
- Saint-Marc
- Saint-Michel-de-l’Atalaye
- Tabarre
- Thomassin
- Trou-du-Nord
- Verrettes
- Vialet